# Tampea wollastoni
Tampea wollastoni là một loài bướm đêm thuộc phân họ Arctiinae, họ Erebidae.